# Altnaharra
Altnaharra (gäl.: Allt na h-Eirbhe) ist ein Weiler in der Grafschaft Sutherland in der nordschottischen Council Area Highland. Er liegt an der Fernstraße A836 am oberen Ende des Loch Naver. Die nächstgelegenen Dörfer sind Lairg und Tongue. 2011 lebten 37 Personen in Altnaharra.
Bekannt ist der kleine Ort für das im Jahr 1820 eröffnete und sehr exklusive Altnaharra-Hotel, das bei Jägern, Anglern und Bergsteigern beliebt ist sowie für die Wetterstation des Met Office. Hier wurde am 30. Dezember 1995 mit −27,2 °C die niedrigste Temperatur aller Zeiten im Vereinigten Königreich gemessen. Diesen Kälterekord teilt sich Altnaharra mit Braemar, welches am 11. Februar 1895 und am 10. Januar 1982 dieselbe Temperatur hatte.
Des Weiteren befindet sich in Altnaharra die einzige Tankstelle zwischen der Nordküste und den Orten im Süden, welche ebenfalls vom Altnaharra-Hotel betrieben wird.